# Nemotelus danielssoni
Nemotelus danielssoni är en tvåvingeart som beskrevs av Mason 1989. Nemotelus danielssoni ingår i släktet Nemotelus och familjen vapenflugor.
Artens utbredningsområde är Grekland. Inga underarter finns listade i Catalogue of Life.